# Creta otomana

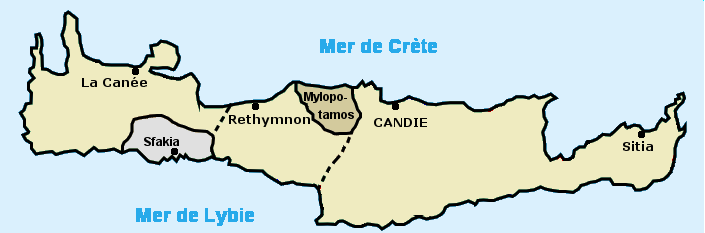
Divisão administrativa da ilha de Creta até 1827

Creta otomana refere-se ao período de domínio do Império Otomano a Creta.
A ilha de Creta foi declarada um eialete do Império Otomano em 1646, depois que os otomanos conseguiram conquistar a parte ocidental da ilha como parte da Guerra de Creta, mas os venezianos não se renderiam na capital Cândia até 1669, quando Francesco Morosini entregou as chaves da cidade. As fortalezas de Suda, Grambússa e Espinalonga permaneceriam sob o domínio veneziano até em 1715. Creta tornou-se um vilaiete em 1864 como resultado das reformas do período Tanzimat. O Estado de Creta autônomo foi estabelecido em 1898.

## Demografia
Um dos resultados da conquista otomana foi que uma proporção considerável da população gradualmente se converteu ao Islã, com seus impostos e outras vantagens cívicas no sistema otomano. As estimativas contemporâneas variam, mas às vésperas da Guerra da Independência Grega até 45% da população da ilha pode ter sido muçulmana. Um pequeno número destes foram cripto-cristãos que se converteram ao cristianismo posteriormente. Outros fugiram de Creta por causa da agitação. Pelo último censo otomano em 1881, os cristãos eram 76% da população, e os muçulmanos (geralmente chamados de "turcos", independentemente da língua, cultura e ancestralidade) apenas 24%. Os cristãos foram mais de 90% da população em 19/23 dos distritos da ilha de Creta, mas os muçulmanos foram mais de 60% nas três grandes cidades na costa norte, e em Monofatsi.

## Divisões administrativas
Sanjacos de Creta Otomana no século XVII:
1. Sanjaco de Chania
2. Sanjaco de Retimno
3. Sanjaco de Selina